# ساختمان ۸۵
ساختمان ۸۵ سریالی است به کارگردانی مهدی فخیم‌زاده که در سال ۱۳۸۹ از شبکه ۲ سیما به روی آنتن رفت. این مجموعه پیش از این قرار بود با نام قتل در ساختمان ۸۵ پخش گردد.

## خلاصه داستان
با برخورد ماشین یکی از اهالی ساختمان ۸۵ با دیوار پارکینگ، بقایای مربوط به یک جنازه لابه‌لای دیوار یافت می‌شود. از آنجا که تعداد قابل توجهی از ساکنان ساختمان، به کار خلاف مشغولند؛ با باز شدن پای پلیس برای حل پرونده قتل، آنها نیز درگیر ماجراهایی می‌شوند...

## بازیگران
| نا‌‌‌‌م‌                  | ‌نقش                         | توضیحا‌ت                                                     |
| -------------------- | --------------------------- | ----------------------------------------------------------- |
| محمود پاک‌نیت         | بازپرس قربانی               | پدر صالح، نقش اصلی                                          |
| مهدی فخیم‌زاده        | قدرت علی‌آبادی اصل الحاک دیو | پسرخاله اختربانو                                            |
| رؤیا نونهالی         | اختربانو                    | همسر تیمور                                                  |
| مهدی میامی           | اکبر رسولی                  | پدرزن کامران برادر منصور رسولی شریک دکتر بهمنی و امیر خجندی |
| بهرام ابراهیمی       | امیر خجندی                  | شریک اکبر رسولی و دکتر بهمنی                                |
| فرهاد شریفی          | دکتر بهمنی                  | شریک اکبر رسولی و امیر خجندی                                |
| علی زرینی            | منصور رسولی                 | برادر اکبر رسولی                                            |
| اردشیر تفتی          | سرهنگ آیتی                  | دوست و همکار بازپرس قربانی                                  |
| انوشیروان فاطمی      | هاشم اردکانی                | شوهر مهین،برادر جعفر اردکانی                                |
| لیلا برخورداری       | مهین                        | همسر هاشم اردکانی                                           |
| حمیدرضا قلی‌خانی      | جعفر اردکانی                | برادر هاشم اردکانی                                          |
| عمار تفتی            | کامران جوادی                | دوست کیوان داماد اکبر رسولی ،شوهر پری                       |
| امیر رضا دلاوری      | کیوان علمداری               | شوهرخواهر و دوست کامران                                     |
| روح‌الله حق‌گوی        | صالح قربانی                 | پسر بازپرس قربانی                                           |
| محسن افشانی          | حمید                        | پسر اختربانو،پسر خوانده تیمور                               |
| سعید رضایی           | فرامرز (زن پوش)             | تروریست بین‌المللی                                           |
| صابر تاتاری          | غلام                        | سرایدار ساختمان ۸۵                                          |
| ساعد هدایتی          | بهروز ابراهیمی              | اهالی ساختمان ۸۵                                            |
| نفیسه روشن           | پری رسولی                   | همسر کامران، دختر اکبر رسولی                                |
| آشا محرابی           | مینو                        | همسر ابراهیمی                                               |
| مسعود چوبین          | ‌بهرام کوچک                  | همکار قدرت                                                  |
| مجید عبدالعظیمی      | تیمور                       | همسر اختربانو                                               |
| رانا قیصری‌نژاد       | ‌سوگول                       | همسر کیوان، خواهر کامران                                    |
| نیره السادات نظام‌پور | نسیم رسولی                  | دختر منصور رسولی                                            |
| مریم مسعودی          | ژیلا خجندی                  | دختر امیر خجندی                                             |
| معصومه بافنده        | ‌                            | همسر صالح، عروس بازپرس قربانی                               |
| سروین رفیعیان        | ناهید                       | خواهر اکرم                                                  |
| سامره رضایی          | اکرم                        | خواهر ناهید،نامزد جعفر اردکانی                              |
| بیوک میرزایی         | نصرت خروس                   | مال‌خر                                                       |
| اصغر حیدری           | ‌اصغر                        | شوهرخواهر رحمان، دزد جواهرفروشی                             |
| جواد زیتونی          | ‌مظفر                        | برادر زن دکتر بهمنی                                         |
| علی‌اصغر رضایی        | شهاب                        | همکار سرهنگ آیتی                                            |
| لیدا عباسی           | ‌                            | همسر رسولی، مادرزن کامران                                   |
| زندیش حمیدی          | مهری نواب                   | همسر امیر خجندی                                             |
| فریبا خادمی          | ‌                            | همسر دکتر بهمنی                                             |
| میلاد یزدانی         | اسماعیل رسولی               | پسر منصور رسولی                                             |
| کیوان تقی‌زاده        | ‌بیوک                        | کارمند قدرت                                                 |
| احسان پروال          | ‌نادر                        | کارمند قدرت                                                 |
| آرش نوذری            | عزت بخیه                    | پزشک جراح                                                   |
| شکرالله حسنی         | صمد                         | دستیار عزت بخیه                                             |